# Димитровец
«Димитровец» — советский футбольный клуб из Ташкентской области. Основан не позднее 1965 года.

## Достижения
- Во второй лиге — 12 место (в зональном турнире класса «Б» 1969 год).
- В кубке — поражение в 1/8 зонального финала (1965/1966).